# Wudalianchi
Wudalianchi (五大连池市S, WǔdàliánchíP) è una città-contea della Cina, situata nella provincia di Heilongjiang e amministrata dalla prefettura di Heihe.